# 龍慈路
龍慈路，為臺灣桃園市中壢區通往龍岡和華勛地區的道路。起點為中山東路三段，東接仁慈路；終點為龍岡路三段。未來此路將延伸至台66線，節省龍岡地區至66快速道路的時間。

## 沿經行政區域
- 桃園市
  - 中壢區
  - 平鎮區

## 車道配置
- 全線:雙向各二車道並設置中央綠化安全島

## 主要結點
(由北至南)
- 中山東路三段
- 後興路一段和後興路二段
- 龍岡路三段
- 營德路

## 沿線設施
- 馬祖新村眷村文創園區[1]
- 龍岡森林公園
- 龍岡大操場